# John Ciardi
John Anthony Ciardi (24. června 1916 – 30. března 1986) byl americký básník, překladatel a etymolog italského původu. Narodil se v Bostonu. Jeho otec zemřel brzy po Johnově narození, chudá rodina šetřila, aby John mohl studovat. V roce 1938 promoval na Tufts University, poté vyučoval na University of Kansas City a University of Florida. V roce 1940 vydal svou první básnickou sbírku, Zpět do Ameriky (Homeward to America). V roce 1942 vstoupil do letectva, stal se střelcem na Boeing B-29 Superfortress a bojoval v Japonsku. V roce 1946 se oženil a začal učit etymologii a dějiny literatury na Harvardu. Vydával básnické sbírky (Jiné oblohy - Other Skies, 1947, inspirováno jeho válečnými zkušenostmi), a velmi reprezentativní antologie americké literatury (Mid-Century American poets, 1950).
Během svého vyučování na Harvardu se věnoval překládání Dantovy Božské komedie (Peklo, 1954, Očistec, 1961, Ráj, 1970), přičemž zachoval v angličtině složitou tercínovou formu originálu (většina anglických překladů včetně nejpoužívanějšího Longfellowova od rýmů upouští a používá blankvers). Překlad je velmi ceněn pro svůj moderní jazyk, formální zdařilost a zachování básnické krásy originálu. Ve své době byl dosti oceňovaným básníkem ze skupiny tzv. novoformalistů (New Formalists), vydal několik sbírek, z nichž jsou nejvíc ceněny básnická autobiografie X-ovy životy (Lives of X, 1971). Jeho Collected Poems byly vydány v roce 1997. John Ciardi byl znám také pro své sloupky a také rozhlasové a televizní pořady o etymologii slov. Z Ciardiho díla nebylo doposud nic přeloženo do češtiny.